# Betula karagandensis
Betula karagandensis är en björkväxtart som beskrevs av Viktor Nikolayevich Vassiljev. Betula karagandensis ingår i släktet björkar, och familjen björkväxter. Inga underarter finns listade.